# Ірма Гейтінґ-Шумахер
Ірма Гейтінґ-Шумахер (нід. Irma Heijting-Schuhmacher, 24 лютого 1925, Північний Брабант — 8 січня 2014, Новий Південний Уельс) — нідерландська плавчиня.
Призерка Олімпійських Ігор 1948, 1952 років.
Чемпіонка Європи з водних видів спорту 1950 року, призерка 1947 року.

## Життєпис
Ірма Гейтінґ-Шумахер була однією з найкращих європейських плавчинь у вільному стилі відразу після Другої світової війни. Протягом своєї спортивної кар'єри брала участь у чотирьох великих міжнародних турнірах — Олімпійських іграх 1948 і 1952 років та Чемпіонатах Європи 1947 і 1950 років. Вершиною її кар'єри став, ймовірно, Чемпіонат Європи 1950 року, де вона виграла золоті медалі на дистанції 100 м вільним стилем і в естафеті 4×100 м вільним стилем, а також срібло на дистанції 400 вільним стилем. На Чемпіонаті Європи 1947 року Шумахер виграла срібло в естафеті 4х100 вільним стилем, а на Олімпійських іграх 1948 і 1952 років вона виграла бронзу і срібло в естафеті відповідно, фінішувавши шостою на дистанції 100 вільних метрів на обох Олімпіадах.
У 1950 році, під час гастролей в Австралії з іншою голландською зіркою плавання Гертьє Вілемою, Шумахер познайомилася з молодим голландським фахівцем з тваринництва Йоганом Гейтінґом, який емігрував до Австралії в 1949 році з нової незалежної Індонезії, яка раніше була голландською колонією. Вони одружилися за кілька місяців до Олімпіади 1952 року, і через тиждень після Олімпіади Ірма Гейтінґ покинула Європу, щоб приєднатися до свого чоловіка на його фермі в Квінсленді поблизу Брисбена, де він розводив овець і велику рогату худобу.